# Liste des personnes qui ont gardé le drapeau olympique
Les Jeux olympiques sont un événement sportif international majeur, regroupant les sports d'été et les sports d'hiver, auxquels des milliers d’athlètes du monde entier participent.
Les Jeux olympiques se tiennent tous les quatre ans, les années paires, en alternant Jeux olympiques d'été et Jeux olympiques d'hiver : quatre ans entre deux éditions des Jeux olympiques d'été ou d'hiver et deux ans entre les Jeux olympiques d'été et ceux d'hiver.
L'actuelle Charte olympique stipule que les maires de la ville hôte actuelle et de la prochaine ville hôte se joignent au président du CIO. Le maire de la ville hôte remet le drapeau au président du CIO, qui le remet au maire de la ville hôte suivante.
Cet article liste les personnes ayant ouvert les Jeux au fil du temps.

## Cérémonie de clôture
Trois drapeaux ont été utilisés aux Jeux olympiques d'été. Le premier, appelé le drapeau anversois, a été utilisé de 1920 à 1984, et montrait des signes d'usure. Le deuxième s'appelle le drapeau de Séoul et a été utilisé de 1988 à 2012. En 2016, le drapeau de Séoul a été remplacé par le drapeau de Rio, qui symbolise la première édition des Jeux qui s'est tenue en Amérique du Sud. Lors des Jeux d'hiver, le drapeau utilisé est le soi-disant drapeau d'Oslo, qui a été utilisé pour la première fois en 1952. Dans certaines éditions, une réplique de celui-ci a été utilisée pour des raisons de conservation. Aux Jeux olympiques de la jeunesse d'été, le drapeau de Singapour est utilisé depuis 2010, tandis qu'aux Jeux olympiques de la jeunesse d'hiver, le drapeau d'Innsbruck est utilisé. Pour des raisons de conservation également, des répliques sont utilisées.

## Représentants ayant ouvert les Jeux olympiques
| Année | Date                              | Jeux               | Ville et pays hôte        | Gardé le drapeau par                    | Fonction                                | Photo                                   |  |
| ----- | --------------------------------- | ------------------ | ------------------------- | --------------------------------------- | --------------------------------------- | --------------------------------------- |  |
| 1920  | 6 avril 1920-12 septembre 1920    | VIIe Jeux d'été    | Anvers, Belgique          | Jan-Baptist De Vos                      | Bourgmestre d'Anvers                    |                                         |  |
| 1924  | 12 septembre 1920-22 octobre 1922 | VIIIe Jeux d'été   | Paris, France             | Auguste Autrand                         | Préfet de la Seine                      |                                         |  |
| 1924  | 22 octobre 1922-27 juillet 1924   | VIIIe Jeux d'été   | Paris, France             | Hippolyte Juillard                      | Préfet de la Seine                      |                                         |  |
| 1928  | 27 juillet 1924-12 août 1928      | IXe Jeux d'été     | Amsterdam, Pays-Bas       | Willem de Vlugt (nl)                    | Bourgmestre d'Amsterdam                 |                                         |  |
| 1932  | 12 août 1928-14 août 1932         | Xe Jeux d'été      | Los Angeles, États-Unis   | George Edward Cryer                     | Maire de Los Angeles                    |                                         |  |
| 1936  | 14 août 1932-19 décembre 1935     | XIe Jeux d'été     | Berlin, Allemagne         | Heinrich Sahm                           | Bourgmestre-gouverneur de Berlin        |                                         |  |
| 1936  | 19 décembre 1935-16 août 1936     | XIe Jeux d'été     | Berlin, Allemagne         | Oskar Maretzky                          | Bourgmestre-gouverneur de Berlin        |                                         |  |
| 1940  | Aucune                            | XIIes Jeux d'été   | Tokyo, Japon              | Jeux annulés (Deuxième Guerre mondiale) | Jeux annulés (Deuxième Guerre mondiale) | Jeux annulés (Deuxième Guerre mondiale) |  |
| 1940  | Aucune                            | XIIes Jeux d'été   | Helsinki, Finlande        | Jeux annulés (Deuxième Guerre mondiale) | Jeux annulés (Deuxième Guerre mondiale) | Jeux annulés (Deuxième Guerre mondiale) |  |
| 1944  | Aucune                            | XIIIes Jeux d'été  | Londres, Royaume-Uni      | Jeux annulés (Deuxième Guerre mondiale) | Jeux annulés (Deuxième Guerre mondiale) | Jeux annulés (Deuxième Guerre mondiale) |  |
| 1948  | 29 juillet 1948-14 août 1948      | XIVe Jeux d'été    | Londres, Royaume-Uni      | Isaac Hayward                           | Leader du Conseil du comté de Londres   |                                         |  |
| 1952  | 14 février 1952-25 février 1952   | VIes Jeux d'hiver  | Oslo, Norvège             | Brynjulf Bull                           | Maire d'Oslo                            |                                         |  |
| 1952  | 14 août 1948-3 août 1952          | XVe Jeux d'été     | Helsinki, Finlande        | Eero Rydman                             | Maire d'Helsinki                        |                                         |  |
| 1956  | 25 février 1952-5 février 1956    | VIIes Jeux d'hiver | Cortina d'Ampezzo, Italie | Mario Rimoldi                           | Maire de Cortina d'Ampezzo              |                                         |  |
| 1956  | 3 août 1952-1953                  | XVIe Jeux d'été    | Melbourne, Australie      | William John Brens                      | Maire de Melbourne                      |                                         |  |
| 1956  | 1953-1954                         | XVIe Jeux d'été    | Melbourne, Australie      | Robert Henry Solly                      | Maire de Melbourne                      |                                         |  |
| 1956  | 1954-9 décembre 1956              | XVIe Jeux d'été    | Melbourne, Australie      | Francis Palmer Selleck                  | Maire de Melbourne                      |                                         |  |
| 1960  | 5 février 1956-28 février 1960    | VIIIe Jeux d'hiver | Squaw Valley, États-Unis  | Roy Mikkelsen                           | Maire d'Auburn                          |                                         |  |
| 1960  | 9 décembre 1956-10 janvier 1958   | XVIe Jeux d'été    | Rome, Italie              | Umberto Tupini                          | Maire de Rome                           |                                         |  |
| 1960  | 10 janvier 1958-11 septembre 1960 | XVIe Jeux d'été    | Rome, Italie              | Urbano Cioccetti                        | Maire de Rome                           |                                         |  |